# Siegfried II de Danemark
Siegfried II, est le co-roi des Danois en 812.
Après la mort du roi Hemming Siegfried, neveu du roi Godfried Ier et  Anulo (Hringr) nepos (neveu ou petit- fils ?) de Harald roi des Danois voulurent tous deux lui succéder.
Comme il ne purent s'entendre sur leurs droits à la couronne, ils rassemblèrent des troupes et se livrèrent un combat dans lequel ils périrent l'un et l'autre. Cependant le parti d'Anulo étant demeuré victorieux se donna pour rois ses frères Harald Klak et Reginfred.

## Sources
- Georges Tessier, le Mémorial des Siècles : VIIIe siècle Charlemagne, Albin Michel Paris (1967).